# Boulogne-sur-Gesse
Boulogne-sur-Gesse là một xã thuộc tỉnh Haute-Garonne trong vùng Occitanie ở tây nam nước Pháp. Xã nằm ở khu vực có độ cao trung bình 335 mét trên mực nước biển.
Sông Gesse tạo thành phần lớn ranh giới phía đông, sông Gimone tạo một phần ranh giới tây nam và tây bắc.